# Weimar-Eishöcker
Der Weimar-Eishöcker ist ein Eishöcker (englisch ice rumple) im Südosten des Ekström-Schelfeises an der Prinzessin-Martha-Küste des ostantarktischen Königin-Maud-Landes.
Der eigentliche Höcker – der unmittelbar von Eis bedeckte Felsen – ist 2,5 Kilometer lang (in Nordost-Südwest-Richtung) und 1 Kilometer breit (in Nordwest-Südost-Richtung), 
aber erst jenseits eines etwa 5 Kilometer breiten Deformationsbereichs, der ihn allseits umgibt, schwimmt das Schelfeis ungestört auf. 
Der Eishöcker wurde im Jahr 2002 nach der Stadt Weimar benannt, die 1999 Kulturhauptstadt Europas gewesen war. „Der weltoffene Gedanke der Kulturhauptstadt-Idee ist auch für die deutsche Antarktisforschung kennzeichnend“, heißt es in der Begründung, in der auf die Präsenz der deutschen Neumayer-Station in der Region seit 1981 hingewiesen wird.
Der Deutsche Landesausschuss für das Scientific Committee on Antarctic Research und für das International Arctic Science Committee (LaSCAR/ISAC) nahm am 21. Juni 2002 den Namensvorschlag von Robert Metzig vom Alfred-Wegener-Institut an, nachdem der Ständige Ausschuss für Geographische Namen (StAGN) der deutschsprachigen Staaten ihn am 31. Oktober 2001 gebilligt hatte.

## Quelle
- Ständiger Ausschuss für geographische Namen: Neue deutschsprachige Namensvorschläge, Vorschlag Nr. 712. Abgerufen am 26. Juli 2017